# マンダール
 マンダール（ノルウェー語: Mandal）は、ノルウェーのアグデル県にある町。マーンダルとも表記される。1838年1月1日に新設された。1964年1月1日から2020年1月1日まではヴェスト・アグデル県の基礎自治体（以下、本稿では便宜上「市」と記述する）でもあった。現在はリンデスネス市の一部となっている。
西でリンデスネスと、北でマルナルダールと、東でセネとそれぞれ接する。国内最南端の町で、沖合いのピーセン島がノルウェー最南端である。
ビシェルネン (Bykjernen) 、シェブスター (Skjebstad) 、ソヌム＝ルンデヴィク (Sånum-Lundevik) 、ショイスフィヨール＝ヘスラン (Skogsfjord-Hesland) 、ホルム (Holum) 、ハルクマルク (Harkmark) 、シンスネース＝イメ (Skinsnes-Ime) 、トライデ＝シェールネイ (Tregde-Skjernøy) の各村から成る。このうち、ハルセ・オ・ハルクマルク（ハルセおよびハルクマルク）とホルムは1964年まで市の地位にあった（両者が合併してマンダール市が誕生）。

## 基礎情報

### 地名

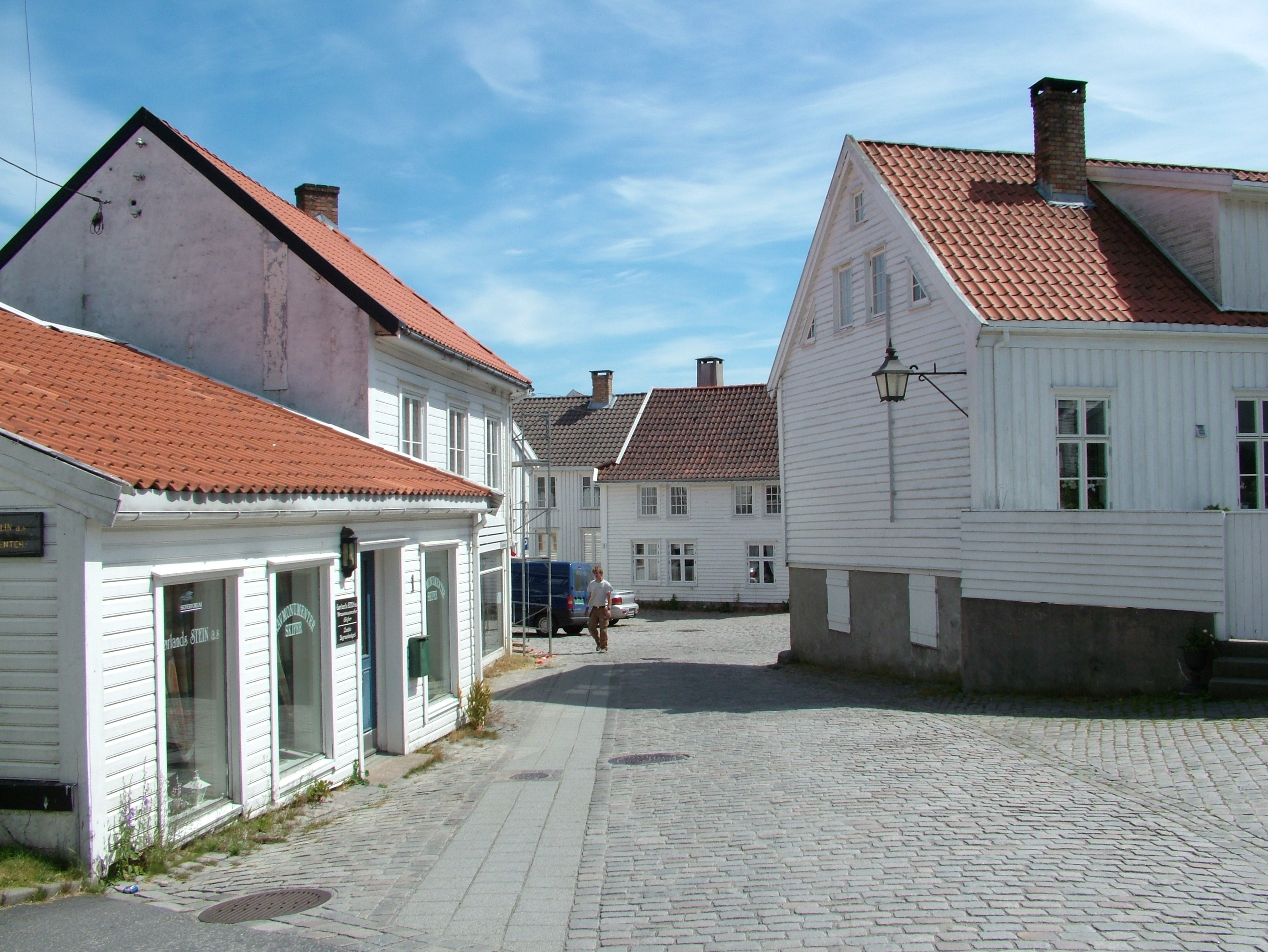
古い町並み

古ノルド語では Marnardalr という。頭の部分は Mǫrn という川（現 マンダールセルヴァ川）の属格で、後の dalr は谷という意味である。
1653年まで、町は Vesterrisør（西リセル）と呼ばれた。これは沖合いのリセヤ島にちなむが、16世紀に分立したエステリセル (Østerrisør) と区別するため頭に「西」を冠した。

### 紋章
現在の紋章は1921年7月2日に制定された。3匹のサケがマンダールセルヴァ川におけるサケ漁の重要性を示している。村の発展はサケ漁に支えられたところが大きく、今も多くの住民がサケの関連産業で生計を立てている。

## 観光・文化

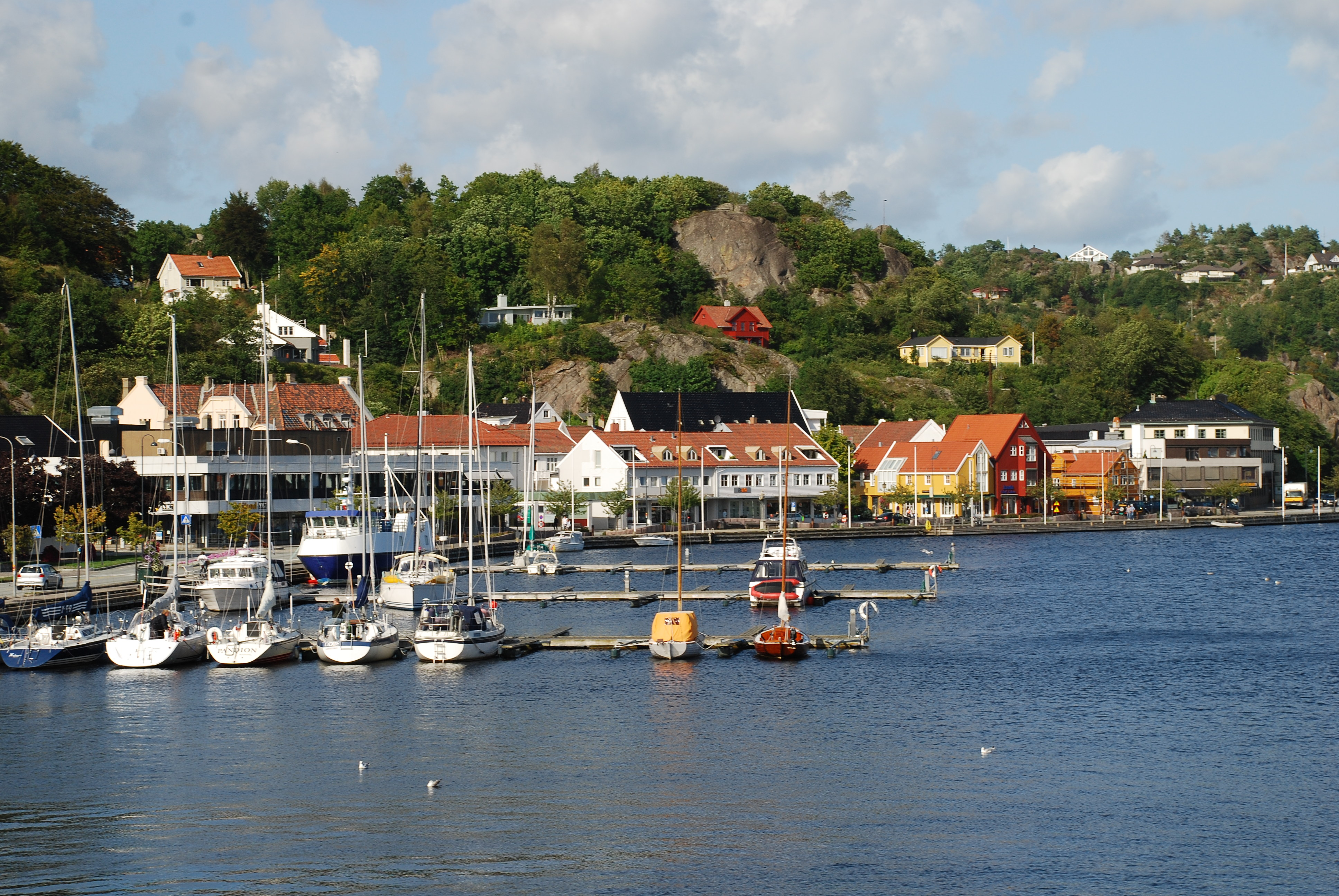
ウォーターフロント

その穏やかかつさわやかな気候ゆえ、マンダールは夏のリゾート地としてとても人気がある。市街付近のシェーサンデン（「海の砂」の意）をはじめ、海沿いに延々と伸びるビーチで名高い。
市街ではマンダール河畔に白い木造住宅が軒を連ねる旧市街で知られる。1800席を擁する国内最大の木造教会、マンダール教会も観光客を惹きつけている。
オスロのヴィーゲラン彫刻公園を手がけた彫刻家のグスタフ・ヴィーゲラン（1869年 - 1943年）はマンダールの出で、市内に彼の博物館がある。同じく当地出身の画家アドルフ・ティーデマン（1814年 - 1876年）は、ハルダンゲルフィヨルドでの伝統的な婚礼を描いたハンス・ギューデとの共作で有名。アマルドゥス・ニールセンやオーラフ・イサクセンといった芸術家はこの町を「大芸術家の小さな町」と呼んだ。
2009年、市内のホガンヴィクでルーン石碑（ホガンヴィク石碑）が発見された。